# Luis Jordana de Pozas
Luis Jordana de Pozas (Zaragoza, 14 de diciembre de 1890-Madrid, 22 de octubre de 1983) fue un jurista, catedrático, académico y político español.

## Biografía
Nacido en Zaragoza el 14 de diciembre de 1890, se licenció en derecho en 1912 en la Universidad de Zaragoza, doctorándose un año más tarde, en 1913, en la Universidad Central, con la lectura de la tesis Los accidentes de trabajo agrícola. En 1918 se convirtió en catedrático universitario, ostentando a lo largo de su carrera la cátedra de Derecho Administrativo en las Universidades de Valencia y Santiago y la de Derecho Municipal Comparado en la Central.
Colaboró con José Calvo Sotelo, director general de la Administración Local, en la elaboración del Estatuto Municipal de 1924 y del Estatuto Provincial de 1925. Fue miembro de la Asamblea Nacional Consultiva de la dictadura de Primo de Rivera. Posteriormente durante el período de la Segunda República se volcaría en el Instituto Nacional de Previsión, del que ya durante la dictadura franquista llegaría a ser su director general. Desde esta institución, fue uno de los principales impulsores del Seguro Obligatorio de Enfermedad, implantado en 1942.
Fue procurador de las Cortes franquistas y consejero de Estado. Llegó a ser nombrado Miembro de la Real Academia de Ciencias Morales y Políticas (ingresando el 22 de junio de 1941) y de la Real Academia de Jurisprudencia y Legislación (ingresando en 1946) de la que fue dos veces presidente, desempeñó también la función de director de la sección de Administración Pública del Instituto de Estudios Políticos.
Falleció en Madrid el 22 de octubre de 1983.